# Емануел Ле Роа Ладири
Емануел Бернард Ле Роа Ладири (фр. Emmanuel Le Roy Ladurie; Ле Мутијен Сангле, 19. јул 1929 — Париз, 22. новембар 2023) био је један од најеминентнијих француских историчара и предводника треће генерације школе Анала. Бавио се различитим историјским раздобљима, уз посебан осврт на друштвену историју, а у том контексту првенствено историју сељаштва у пределу Лангдока у Француској.

## Биографија

### Младост и каријера
Емануел Ле Роа Ладири је рођен 19. јула 1929. године у једном месту у оквиру француског департмана Калвадос. Породица Ладири била је веома чувена, изводила је порекло од католичког свештеника, тако да је у политичком смислу била наклоњена конзервативизму. Његов отац, Жак био је министар пољопривреде у влади маршала Филипа Петена, али је, након раскрста са Вишијевском Француском постао члан француског Покрета отпора. Ипак, жиг због очевог служења Вишијевској влади учинило је да Емануелово одрастање буде обележено осећајем стида и срамоте.
Када је био дечак, Ладири је маршала Петена сматрао својим херојем. Управо је судбина овог јунака битке код Вердена и једног од најпоштованијих људи тога времена који је у измењеним политичким околностима постао симбол колаборације са нацистима, била од пресудног значаја за обликовање Ладиријеве перцепције историје.
Говорећи о успону и паду маршала Петена - од хероја до издајника, као примеру историјског преокрета, Ладири је у интервјуу из 1998. године изјавио: "Од тада сам остао фасциниран оним што зовемо суновратом и падом. У Француској је било пуно људи који су били веома значајни, а онда су постали ништа. Моја фасцинација је вероватно последица чињенице да је и моја породица некада била значајна, а онда изгубила свој интегритет“.
Ладири се школовао Кану и Паризу. Дипломирао је на Вишој нормалној школи, а докторирао на Универзитету у Паризу. Најпре је предавао у гимназији у Монпељеу, па на тамошњем универзитету, а потом на универзитету у Паризу и најзад на Колеж де Франсу. Тамо је у периоду од 1973. до 1999. године предавао Историју модерне цивилизације и постао професор емеритус.
Године 1955. Ладири се оженио Мадленом Пупони са којом има ћерку и сина.
Поред успешне академске каријере, писао је за неколико француских листова и често наступао на телевизији.

### Политика и борба за интелектуалну слободу
Ладири је био члан француске Комунистичке партије од 1945. до 1956. године. Попут великог броја људи у послератној Француској, и он је веровао да совјетско искуство планске економије и његов „научни социјализам“, као модел представљају наду за будућност човечанства. Међутим, 1956. године држање Совјетског Савеза током Мађарске револуције навело је Ладирија да преиспита своја уверења и напусти Комунистичку партију. Након тог искуства придружује се Социјалистичкој партији, чији је члан био од 1957 до 1963. године. Такође је био и социјалистички кандидат Монпељеа на изборима, где је победио освојивши 2,5% гласова.
У Француској постоји традиција оглашавања интелектуалаца поводом актуелних политичких питања. Тако је у јануару 1978. године Ладири био оснивач Комитета интелектуалаца за Европу слобода, антикомунистичке групе либералних француских интелектуалаца  која се противила моћном утицају француске Комунистичке партија на интелектуални живот. Савез социјалиста и комуниста видели су као претњу француској демократији. У оснивачком манифесту Комитет је објавио намеру да "брани повезаност ових три речи: Европа, култура и слобода" и то не само на простору Француске, већ и на читавом европском простору.
У наредним деценијама, Ладири је био присутан како у политици, тако и у различитим покретима и организацијама.

## Les paysans de Languedoc
Ладири је привукао пажњу науке својом докторском тезом, у оригиналу Les paysans de Languedoc, из 1966. године. У овој студији  о сељаштву у Лангдоку током неколико векова, Ладири је користио обиље квантитативних информација, као што су књига плата, пореза, прихода, података о изнајмљивању, профитне евиденције како би објаснио појаве и процесе   Он је тврдио да је историја Лангдока обележена таласима раста и опадања који су се у суштини променили веома мало током времена. За разлику од свог ментора, Фернана Бродела који је у свом раду у великој мери разматрао утицај географије и климе на историјске токове, Ладири је сматрао културу и економију једнако значајним узрочним факторима. Међутим, као и Бродел, и Ладири је имао нарочите склоности ка писању „тоталне историје“, те тако његово дело посвећено Лангдоку преставља спој политичке, културне, економске, друштвене историје.
Ладири је заступао тезу да је детерминишући фактор живота у Лангдоку култура људи који су тамо живели. У својој књизи је тврдио да је разлог зашто народ Лангдока није могао да утиче на циклус напредовања и пада није био технолошки фактор. Он је сматрао да је култура та која је спречавала људе да развијају прогресивнију технологију и пољопривредну праксу.
Аутор је тврдио да је неспремност сељака Лангдока да се ангажују у технолошки иновативним пољопривредним техникама како би се повећала продуктивност земље, како се то дешавало током истог периода у Енглеској, резултат "недостатка савести, културе, морала, политике, образовања, реформистичког духа и неограничене жеље за успехом" која је карактерисала читаву културу Лангдока током ових векова. Када је реч о економским променама, значајан помак аутор доводи у везу са почетком основних школа у којима су синови фармера стекли образовање. Уследио је и пад религиозног фанатизма, те су ови фактори довели до "економског узлета" 18. века.

## Montaillou, village occitan de 1294 à 1324.
Montaillou, village occitan de 1294 à 1324 ( у оригиналу) је најпознатије дело овог аутора. Ова студија представља село Монтају, у области Лангдока на југу Француске у периоду катарске јереси и даје подробне информације о различитим аспектима живота његових становника. Аутор је као главни извор за приказивање живота људи на овом простору у наведеном периоду користио записе са испитивања које је у Монтајуу спроводио Жак Фурније, покретач инквизиторског суда и бискуп у Памијеу.
Критика овог дела од стране канадског историчара Нормана Кантора доводи у питање веродостојност Фурнијеовог регистра као историјског извора. Неке друге критике се осврћу на садржај извора, с обзиром да је оригинални извештај који је аутор користио био на латинском језику, док су Фурнијеови испитаници говорили изворним окситанским.

## Историографија
Почетком седамдесетих година, Ладири је основао покрет Нова историја. Ладири је водећи историчар такозване микроисторије, где историчар користи проучавање догађаја, локалитета или породице како би открио "структуре" које су карактеристичне за одређена раздобља. Неки, попут Нила Фергусона, су довели у питање вредност микроисторија, тврдећи да је погрешно претпоставити да проучавање једног села, града или једне породице открива шире обрасце живота у Француској, а камоли остатку Европе. Друга линија критике је усмерена на употребу Ладиријевог израза "структуре". Његови критичари тврде да никад није јасно дефинисао појам, нити је објаснио зашто се "структуре" временом мењају, или чак и да ли "структуре" постоје.
Ладири је такође радио на историји одређених француских региона, на антропометријској историји, као и на утицају климатских промена на људску историју. Ладири  је познат као један од првих модерних историчара животне средине јер се у свом делу бавио испитивањем људске улоге у промени животне средине.
Иако је најпознатији по свом доприносу проучавању микроисторије, Ладири је такође дао преглед политичке историје Француске између 1460. и 1774. године у два тома.

## Дела
- Les Paysans de Languedoc - 1966
- · Histoire du climat depuis l'An Mil, 1967
- · Montaillou, village occitan, 1975
- Le Territoire de l'historien Vol. 1 - 1973
- Le Territoire de l'historien Vol. 1 - 1978
- · Le Carnaval de Romans, 1579-1580 - 1980
- · L'État royal - 1987
- · L'Ancien Régime - 1991
- · Le Siècle des Platter (1499—1628), Le mendiant et le professeur - 1995
- · Saint-Simon, le système de la Cour - 1997
- · Histoire de la France des Régions - 2001
- · Histoire des paysans français, de la peste noire à la Révolution - 2002
- · Histoire humaine et comparée du climat - 2004
- · Abrégé d'Histoire du climat - 2007